# Светислав Пауновић
Светислав Пауновић (1934-2014) био је српски професор, инжењер електротехнике и писац. Рођен је и одрастао у Београду.
Завршио је Електротехнички факултет Универзитета у Београду. Магистарску тезу Синтеза једне специјалне класе улазних функција одбранио је 1960. године код професора Р. Хорвата. Pадио је у Институту Борис Кидрич у Винчи и Војно-техничком институту у Београду. Био је асистент за предмет Теорија електричних кола на Електротехничком факултету у Београду. Године 1968. одлази у Канаду где је као асистент и професор радио на Торонтском универзитету Сент Џорџ и Колеџу Ранимед. Године 1971. враћа се у Београд и ради у ЕТШ ,,Никола Тесла''. На Вишу електротехничку школу у Београду прелази 1977. и ту остаје до пензионисања (2000). Од 1994. био је шеф катедре за електронику. Објавио је више стручних радова из области анализе и синтезе електричних кола као и рад Синтеза једне специјалне класе електричних мрежа са N приступа, који је 1996. године објављен од стране САНУ у Београду.
Поред научног и образовног рада бавио се и писањем многих стручних наслова, а такође је написао и књигу Урнебесна физика намењену деци заједно са писцима Бранком Стевановићем и Игором Коларовим, а за коју су аутори добили награду ,,НЕВЕН" за најбољу књигу из области популарне науке. https://prijateljidece.org/neven/popularna-nauka/ 
Књигу је илустровала Ана Петровић. 
Светислав Пауновић је један од 3 аутора шаљиве књиге за децу школског узраста Урнебесна физика. Овом књигом аутори су настојали да кроз шалу и занимљиве експерименте деци приближе „узбувљив свет физике и експериментисања”. Књига је издата после смрти Пауновића, 2015. године у издању издавачке куће Лагуна.
- Основи електронике (три издања ВЕТШ у Београду, 1989)[2]
- Синтеза једне специјалне класе електричних мрежа са N приступа (научни рад, издање САНУ, 1996)
- Електроника 1 (пет издања ВЕТШ у Београду, 1996)[2]
- Збирка решених задатака из електронике 1 (пет издања ВЕТШ у Београду, 1996)[2]
- Анализа кола и сигнала (два издања ВЕТШ у Београду, 1998)[2]
- Збирка решених испитних задатака из анализе кола и сигнала (два издања ВЕТШ у Београду, 1999) [2]
- Лабораторијски практикум за вежбе из електронике 1 (издање ВЕТШ у Београду, 1999) [2]
- Практикум за лабораторијске вежбе из предмета анализа кола сигнала (издање ВЕТШ у Београду, 1999) [2]
- Урнебесна физика (14 издања на латиници и 1 издање на ћирлици, Лагуна, 2015)[1]
- Урнебесна физика (2 издања у Македонији, Полица, 2024, https://polica.com.mk/kniga/urnebesna-fizika-eksperimenti-i-trikovi)

1. 1 2  „Svetislav Paunović | Laguna”. www.laguna.rs (на језику: српски). Приступљено 2020-04-12.
2. 1 2 3 4 5 6 7  „Online knjižara Dereta | Autori”. Online knjižara Dereta (на језику: српски). Приступљено 2020-04-12.